# Helyi keresés
A helyi keresés (local search) kifejezés az explicit vagy implicit földrajzi vonatkozással rendelkező keresőlekérdezésekre utal; a Google által az ezekre a lekérdezésekre adott eredmények a keresőtalálati lista elkülönített ún. Local Pack vagy 3 Pack részén jelennek meg. A helyi keresések sajátosságai között a tranzakciós felhasználói szándék, a mobiltelefon segítségével történő lekérdezés, valamint a vokális formában elhangzó keresőkifejezések viszonylag nagy aránya említhető. A honlapok helyi keresésekre történő optimalizálása a helyi SEO legfontosabb feladata.